# Зеленбиндер, Вернер
Ве́рнер Зе́ленбиндер (нем. Werner Seelenbinder, 2 августа 1904, Штеттин, ныне Щецин — 24 октября 1944, Бранденбург-на-Хафеле) — немецкий деятель движения Сопротивления, спортсмен — борец.

## Биография

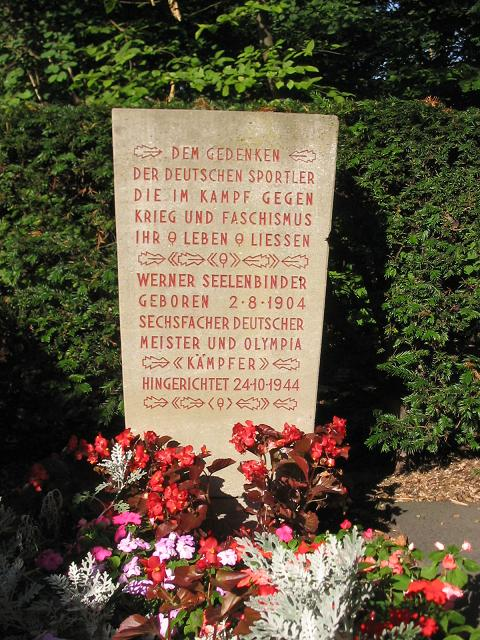
Могила Зеленбиндера в спортивном парке в берлинском районе Нойкёльн

Родился 2 августа 1904 года в семье рабочего.
С детства занимался борьбой. В 15 лет стал чемпионом Берлинской области по борьбе.
Член Коммунистической партии Германии с 1928 года.
Победитель Рабочей Олимпиады во Франкфурте в 1925 году.
В 1927—1928 годах участвовал в спартакиадах в Москве, чемпион в полутяжелом весе.
В 1933 году Зеленбиндеру, отказавшемуся приветствовать Гитлера при награждении на чемпионате Германии по борьбе, было запрещено на 16 месяцев участвовать в спортивных соревнованиях. Чемпион Германии 1936 года.
Вскоре рабочие спортивные клубы были закрыты. В связи с этим в КПГ попросили Зеленбиндера вступить в один из легальных клубов. Как один из лучших немецких спортсменов, Зеленбиндер мог посещать другие страны. Перед проведением летних Олимпийских игр 1936 года в Германии Зеленбиндер вступил в подпольную антифашистскую группу, возглавляемую Робертом Уригом. Хотя первоначально Зеленбиндер планировал бойкотировать Олимпийские игры, но его убедили принять участие в них, он занял четвёртое место. В 1937 — бронзовый призёр чемпионата Европы.
4 февраля 1942 года он был арестован вместе с другими 65 членами группы Урига. Был приговорён Народной судебной палатой к смертной казни и казнён в Бранденбургской тюрьме.
29 июля 1945 года урна с прахом Зеленбиндера была перенесена на место его старого клуба Berolina в Берлине.
В его честь был назван стадион Werner-Seelenbinder-Kampfbahn. В 1949 году стадион был переименован в Stadion Neukölln. В ГДР имя Зеленбиндера носили спортивные школы, улицы, спортивные сооружения. Принадлежность Зеленбиндера к коммунистической партии и движению Сопротивления сделало его фигуру противоречивой. 24 октября 2004 года, в 60-ю годовщину со дня смерти Зеленбиндера, Stadion Neukölln был переименован в Werner-Seelenbinder-Stadion.